# Oblast Nizjni Novgorod
De oblast Nizjni Novgorod (Russisch: Нижегородская область, Nizjegorodskaja oblast) is een oblast (bestuurlijke eenheid) in Europees-Rusland binnen het federale district Wolga. De oblast werd gecreëerd op 14 januari 1929 en omvatte tot 1934 ook het grondgebied van de huidige oblast Kirov.
De oblast grenst in het noorden aan de oblast Kirov, in het oosten aan de autonome republieken Mari El en Tsjoevasjië, in het zuiden aan de autonome republiek Mordovië. De oppervlakte van de oblast is met 76.900 km² vergelijkbaar met die van Oostenrijk.
De oblast telt 25 steden en meer dan 4500 dorpen. De hoofdstad Nizjni Novgorod (1.266.500 inwoners in 2004) is de vijfde stad van Rusland, na Moskou, Sint-Petersburg, Novosibirsk en Jekaterinenburg. Andere grote steden zijn Dzerzjinsk (262.532), Sarov (vroeger Arzamas-16; 86.871), Kstovo (67.837) en Pavlovo (64.626).
De oblast heeft een goed transportnetwerk. Door het gebied lopen spoorlijnen naar Moskou, de Wolgarepublieken, de Kaukasus, Siberië, het Russische Verre Oosten en een aantal Centraal-Aziatische landen. De belangrijkste spoorweg is de trans-Siberische spoorweg. Ook ligt de oblast aan de rivieren de Wolga en de Oka, die belangrijke verkeersverbindingen vormen.

## Geschiedenis
Het vorstendom Nizjni Novgorod ontstond volgens Russische overleveringen in 1221, toen groothertog Joeri II van Vladimir de stad Nizjni Novgorod stichtte. In 1350 werd deze stad de hoofdstad van het gebied. De stad was het culturele centrum van Rusland in de 14e eeuw en sloeg onder andere zijn eigen munten. De stad werd tot aan de 14e eeuw zeven keer verwoest door de Tataren, ondanks de versterkingen die de stad kreeg in de vorm van een stenen kremlin en een slotgracht. De stad werd steeds weer heropgebouwd door de bewoners.
Het gebied werd in 1393 aan het grootvorstendom Moskou toegevoegd, waarna het een militair bolwerk werd tegen het oostelijke kanaat Kazan. Na het verslaan van dit rijk en de Russische expansie naar Siberië in de tweede helft van de 16e eeuw, verloor de stad en regio haar militaire betekenis en ging ze zich meer richtten op de handel. Hierbij had het gebied voordeel van zijn strategische ligging op de oost-westverbinding van veel handelsroutes en groeide daardoor uit tot een van de grootste handelscentra van het land.
In de tijd der Troebelen (1603-1613) speelde de stad een cruciale rol voor de geschiedenis van Rusland. Het burgerleger van Nizjni Novgorod onder leiding van vorst Dmitri Pozjarski en koopman Kozma Minin versloeg toen de oprukkende Poolse troepen en hielp Michael I als eerste tsaar van de Romanovdynastie op de troon. Tijdens de grote hervormingen van Peter de Grote speelde de regio onder meer een belangrijke rol bij het opzetten van de Russische Marine door de kennis van het maken van zeilen en scheepsbouw. In 1714 werd Nizjni Novgorod de hoofdstad van de regio.
Van het begin van de 19e eeuw tot aan 1815 namen de stad en het gebied actief deel aan het bevechten van Napoleon in de Vaderlandse Oorlog.
Toen in 1817 de Russische nationale handelsbeurs in Makarjev afbrandde, werd deze overgeplaatst naar Nizjni Novgorod. Dit versterkte de positie van stad en regio verder, internationale handelslui uit Rusland, Europese en Aziatische landen kwamen naar de stad toe om te handelen. Dit leidde ook tot een renovatie van de oude stad en de bouw van vele belangrijke gebouwen. Nizjni Novogorod werd hierdoor de derde stad van Rusland. Door de decembristen werd zelfs voorgesteld om de hoofdstad te verplaatsen naar Nizjni Novgorod. Door de grootte en gunstige ligging van de stad, kwam de industrie snel op in de tweede helft van de 19e eeuw. De industrie legde zich vooral toe op scheepsbouw en machinebouw. In 1862 werd de stad per spoor verbonden met Moskou, waarna sinds 1898 ook op grote schaal locomotieven werden geproduceerd.
Aan het begin van de 20e eeuw was de regio een van de meest geïndustrialiseerde van Rusland. In 1932 werd in de stad Nizjni Novgorod de grootste autofabriek van Rusland gebouwd: GAZ, vernoemd naar Maksim Gorki, die onder andere de GAZ, ZIM en de Volga produceerde. De oblast Nizjni Novgorod werd opgericht in 1929 en werd in 1932 tegelijk met de hoofdstad hernoemd tot oblast Gorki, een naam die tot 1990 in gebruik zou blijven. De industrie ontwikkelde zich verder gedurende het Sovjettijdperk en in de stad Gorki werd een aantal historische gebouwen gesloopt die door de communisten niet meer als relevant werden gezien. Na het uiteenvallen van de Sovjet-Unie werden veel gebouwen gerestaureerd. De stad is ook nu een belangrijk industrieel centrum. Ook liggen in de regio veel onderzoekscentra en wetenschappelijke instituten. Een aantal van deze speelde een belangrijke rol in de Sovjettijd, toen in Gorki veel militair onderzoek werd gedaan. De stad was mede daarom ook een gesloten stad.

## Economie
De oblast is niet rijk aan natuurlijke grondstoffen, die beperkt zijn tot zand (waaronder titanium-zirkoniumzand), klei, gips, turf, mineraalzout en hout. Om deze reden richt de regionale economie zich vooral op de verwerkende industrie, research and development en de transportsector, die goed zijn voor bijna 80% van het Bruto Regionale Product (BRP).
Er zijn 722 industriële bedrijven in het gebied; de meeste daarvan opereren in de volgende sectoren:
- machinebouw
- chemische & petrochemische industrie
- brandstof & energie
- metallurgie (ijzer en non-ferro)
- productie van bouwmaterialen
- glas
- houtbewerking
- (zeil)doekenmakerij
- voedselproductie & -verwerking
- medische & geneesmiddelenindustrie
- grafische industrie

Deze sleutelindustrieën worden aangevuld door andere sectoren van de economie zoals landbouw, handel, diensten en vervoer.

## Districten
De oblast Nizjni Novgorod bestaat uit de volgende districten (Russisch: районы, rajons):
| - Ardatovski (Ардатовский) - Arzamasski (Арзамасский) - Balachninski (Балахнинский) - Boetoerlinski (Бутурлинский) - Bogorodski (Богородский) - Bolsjeboldinski (Большеболдинский) - Bolsjemoerasjkinski (Большемурашкинский) - Borski (Борский) - Dalnekonstantinovski (Дальнеконстантиновский) - Divejevski (Дивеевский) - Gaginski (Гагинский) - Gorodetski (Городецкий) - Knjagininski (Княгининский) - Koelebakski (Кулебакский) - Koverninski (Ковернинский) - Krasnobakovski (Краснобаковский) - Krasnooktjabrski (Краснооктябрьский) - Kstovski (Кстовский) - Loekojanovski (Лукояновский) - Lyskovski (Лысковский) - Navasjinski (Навашинский) - Oerenski (Уренский) - Pavlovski (Павловский) - Perevozski (Перевозский) | - Pervomajski (Первомайский) - Pilninski (Пильнинский) - Potsjinkovski (Починковский) - Semjonovski (Семёновский) - Sergatsjski (Сергачский) - Setsjenovski (Сеченовский) - Sjachoenski (Шахунский) - Sjarangski (Шарангский) - Sjatkovski (Шатковский) - Sokolski (Сокольский) - Sosnovski (Сосновский) - Spasski (Спасский) - Tonkinski (Тонкинский) - Tonsjajevski (Тоншаевский) - Tsjkalovski (Чкаловский) - Vadski (Вадский) - Varnavinski (Варнавинский) - Vatsjski (Вачский) - Vetloezjski (Ветлужский) - Volodarski (Володарский) - Vorotynski (Воротынский) - Voskresenski (Воскресенский) - Voznesenski (Вознесенский) - Vyksoenski (Выксунский) |

## Bevolking
De bevolking in het gebied bestaat vooral uit Russen. Daarnaast zijn er minderheden als Mordvienen, Wolga-Tataren en Oekraïners.
| 1897      | 1926      | 1939      | 1959      | 1970      | 1979      | 1989      | 2002      |
| --------- | --------- | --------- | --------- | --------- | --------- | --------- | --------- |
| 1.584.774 | 2.743.007 | 3.869.887 | 3.590.813 | 3.682.484 | 3.711.617 | 3.714.322 | 3.524.028 |